# Solubilitat
La solubilitat és la capacitat d'una determinada substància (solut) de dissoldre's en una altra (solvent). No és necessari que siguin líquides, poden estar en qualsevol dels estats de la matèria. Se sol mesurar en mols per litre (mol/l), en grams per litre (g/L), o en percentatge de solut/solvent. També és possible estendre el concepte a solubilitat en sòlids com ara el vidre o els metalls. La insolubilitat, pel contrari serà la impossibilitat de dissoldre una substància en una altra.
En la solubilitat, el caràcter polar o apolar de la substància influeix molt, ja que, a causa d'això la substància serà més o menys soluble. Per exemple: els compostos amb més d'un grup funcional presenten una gran polaritat, per la qual cosa no són solubles en èter etílic; perquè sigui soluble en èter etílic ha de tenir poca polaritat, és a dir el compost no ha de tenir més d'un grup polar. Els compostos amb menor solubilitat són els que presenten menor reactivitat com ara les parafines, els compostos aromàtics i els derivats halogenats.
El terme "solubilitat" s'utilitza tant per designar el fenomen qualitatiu del procés de dissolució com per a expressar quantitativament la concentració de les solucions. La solubilitat d'una substància depèn de la naturalesa del dissolvent i del solut, així com de la temperatura i la pressió del sistema, és a dir, de la tendència del sistema a assolir el valor màxim d'entropia. Al procés d'interacció entre les molècules del dissolvent i les partícules del solut per formar agregats se l'anomena solvatació i si el solvent és aigua, hidratació.

## Definició de la IUPAC
Segons la definició de la Unió Internacional de Química Pura i Aplicada (IUPAC), la solubilitat és la composició analítica d'una solució saturada expressada com a proporció d'un solut designat en un dissolvent designat. La solubilitat es pot afirmar en diverses unitats de concentració, com ara concentració molar, concentració molal, fracció molar, massa de solut entre volum de dissolvent i altres unitats.

## Qualificadors sobre la solubilitat
L'extensió de la solubilitat oscil·la àmpliament, des de infinitament soluble és a dir, soluble sense límit o completament miscible, com podria ser l'etanol en aigua, fins a poc soluble, com el clorur de plata en aigua. El terme insoluble s’aplica sovint a compostos poc solubles o molt poc solubles. També s’utilitzen una sèrie d'altres termes descriptius per qualificar l’abast de la solubilitat per a una aplicació determinada. Per exemple, la Farmacopea dels Estats Units d'Amèrica dona els termes següents:
| Terme (Català)                     | Terme Original                     | Parts de massa de dissolvent necessàries per dissoldre una part de massa de solut |
| ---------------------------------- | ---------------------------------- | --------------------------------------------------------------------------------- |
| Molt soluble                       | Very Soluble                       | Menys d'1                                                                         |
| Lliurement soluble                 | Freely soluble                     | Entre 1 i 10                                                                      |
| Soluble                            | Soluble                            | Entre 10 i 30                                                                     |
| Escassament soluble                | Sparingly soluble                  | Entre 30 i 100                                                                    |
| Lleugerament soluble               | Slightly soluble                   | Entre 100 i 1000                                                                  |
| Molt lleugerament soluble          | Very slightly soluble              | Entre 1 000 i 10 000                                                              |
| Pràcticament insoluble o insoluble | Practically insoluble or insoluble | Més de 10 000                                                                     |

Els llindars per descriure alguna cosa com a insoluble o amb termes similars poden dependre segons l'aplicació. Podent-se descriure com a "insolubles" substàncies en que la seva solubilitat és inferior a 0,1 g per cada 100 ml de dissolvent.

## Punt de vista molecular
La solubilitat es produeix en un equilibri dinàmic, el que significa que la solubilitat resulta dels processos simultanis i oposats de dissolució i unió de fases (per exemple, la precipitació de sòlids). L'equilibri de solubilitat es produeix quan els dos processos es donen a una velocitat constant.
El terme solubilitat també s’utilitza en alguns camps on el solut s’altera per solvolisi. Per exemple, es diu que molts metalls i els seus òxids són "solubles en àcid clorhídric", tot i que, de fet, l'àcid clorhídric en dissolució aquosa degrada irreversiblement el sòlid per donar productes solubles. Tot i que també és cert que la majoria dels sòlids iònics es modifiquen químicament quan es dissolen mitjançant dissolvents polars, aquests processos són reversibles. En aquells casos en què el solut no es recupera després de l'evaporació del dissolvent, el procés es coneix com a solvòlisi. El concepte termodinàmic de solubilitat no s’aplica directament a la solvolisis.

## Factors que intervenen en la solubilitat
La solubilitat es defineix per a fases específiques. Per exemple, la solubilitat d'aragonita i calcita a l'aigua s'espera que difereixin, si bé tots dos són polimorfs de carbonat de calci i tenen la mateixa fórmula molecular.
La solubilitat d'una substància química en una altra és determinada per l'equilibri de forces intermoleculars entre el solvent i el solut, i la variació d'entropia que acompanya la solvatació. Factors com la temperatura i la pressió influeixen en aquest equilibri, canviant així la solubilitat.
La solubilitat també depèn en gran manera de la presència d'altres substàncies dissoltes en el solvent com ara l'existència de complexos metàl·lics als líquids. La solubilitat dependrà també de l'excés o defecte d'algun ió comú, amb el solut, a la solució; tal fenomen és conegut com l'efecte de l'ió comú. Encara menys, la solubilitat dependrà de la força iònica de les solucions. Els dos darrers efectes esmentats es poden quantificar utilitzant l'equació d'equilibri de solubilitat.
Per a un sòlid que es dissol en una reacció redox, la solubilitat s'espera que depengui de les possibilitats (dins l'abast dels potencials en què el sòlid es manté la fase termodinàmicament estable). Per exemple, la solubilitat de l'or a l'aigua a alta temperatura s'observa que és gairebé d'un ordre de magnitud més alta quan el potencial redox es controla mitjançant un tampó altament oxidant redox Fe3O4-Fe2O3 que amb un tampó moderadament oxidant Ni-NiO.
La solubilitat (metaestable) també depèn de la grandària física del gra de cristall o més estrictament parlant, de la superfície específica (o molar) del solut. Per avaluar la quantificació, cal veure l'equació a l'article sobre l'equilibri de solubilitat. Per a vidres altament defectuosos a la seva estructura, la solubilitat pot augmentar amb l'augment del grau de desordre. Ambdós efectes es produeixen a causa de la dependència de la solubilitat constant enfront de la denominada energia lliure de Gibbs associada amb el vidre. Els dos últims efectes, encara que sovint difícils de mesurar, són de rellevant importància a la pràctica, ja que proporcionen la força motriu per determinar el seu grau de precipitació, ja que la mida de vidre creix de forma espontània amb el temps.

### Temperatura
La solubilitat d'un solut sòlid en un solvent determinat depèn principalment de la temperatura. La major part dels sòlids són més solubles en un líquid a mesura que augmenta la temperatura. Per a molts sòlids dissolts en l'aigua, líquida, la solubilitat augmenta amb la temperatura fins 100 °C, encara que hi ha casos que presenten un comportament invers. En la majoria dels casos a l'aigua líquida a altes temperatures, la solubilitat dels soluts iònics tendeix a augmentar a causa del canvi de les propietats i l'estructura de l'aigua líquida, que redueix la constant dielèctrica d'un dissolvent menys polar. El gràfic mostra la corba de solubilitat d'algunes sals sòlides inorgàniques típiques. Moltes sals es comporten com el nitrat de bari i l'arseniat àcid disòdic i mostren un gran augment de la solubilitat amb la temperatura. Alguns soluts (per exemple, clorur de sodi (NaCl) en aigua) exhibeixen una solubilitat força independent de la temperatura. Uns quants, com el sulfat de ceri (III) i el carbonat de liti, es tornen menys solubles en aigua a mesura que augmenta la temperatura. Aquesta dependència de la temperatura es refereix a vegades com a «retrògrada» o «solubilitat inversa». De vegades, s'observa un patró més complex, com amb sulfat de sodi, on el vidre decahidratat menys soluble perd aigua de cristal·lització a 32°C per formar una fase anhidra menys soluble i amb un patró oposat, en què a mesura que augmenta la temperatura, la solubilitat del Na2SO4 disminueix.
La solubilitat dels compostos orgànics gairebé sempre augmenta amb la temperatura. La tècnica de la recristal·lització, utilitzat per a la purificació de sòlids, depèn d'un solut de diferents solubilitats en un solvent calent i freda. Hi ha algunes excepcions, tals com determinades ciclodextrines.
Els soluts gasosos en dissolvents líquids mostren un comportament més complex amb la temperatura. En elevar-se la temperatura, els gasos generalment es tornen menys solubles en aigua (el mínim que està per sota de 120°C per a la majoria de gasos), però més solubles en solvents orgànics.
Pel que fa a solubilitat de líquids en altres dissolvents líquids, la influència de la temperatura en molt diferent d'uns casos a altres, amb situacions en què la solubilitat augmenta amb la temperatura i d'altres en què disminueix. Es poden donar casos en què dos líquids només siguin miscibles a baixes temperatures, com la dissolució d'aigua i nicotina que, per sobre de 60°C, se separen en dues fases.
En general, es pot dir que a major temperatura major solubilitat. Però aquesta regla no sempre es compleix com per exemple la solubilitat dels gasos sol disminuir en augmentar la temperatura.

### Pressió
La solubilitat dels gasos varia no només amb la temperatura sinó a més amb la pressió exercida sobre aquest. D'aquesta manera, la quantitat d'un solut gasós que es pot dissoldre en un solvent determinat augmenta en sotmetre's a una pressió parcial menor (vegeu Llei de Henry). En l'àmbit industrial, això es pot observar en l'envasament de begudes gasoses per exemple, on s'augmenta la solubilitat del diòxid de carboni exercint una pressió d'uns 4 atm.
La pressió és un factor poc important perquè quasi no afecta en les solubilitats de sòlids i líquids. Aquesta relació és de proporcionalitat directa, és a dir quan es destapa una gasosa la pressió disminueix, en general el gas carbònic dissolt en ella escapa en forma de petites bombolles.

### Estat de subdivisió
Un altre factor és l'estat de subdivisió, té gran importància en les dissolucions de substàncies sòlides en el solvent líquids, llavors com més finament s'han dividit es troba el sòlid major superfície de contacte existirà entre les molècules de solut i solvent. Amb això augmentarà l'eficiència de solvatació és per això que habitualment la trituració dels soluts facilita bastant la dissolució.

## Solubilitat en aigua
La solubilitat en aigua d'una substància mesura la massa d'aquesta substància que es pot dissoldre en 100g d'aigua. Per exemple: El sucre és molt soluble en aigua mentre que l'oli és insoluble i immiscible.

## Com es quantifica la solubilitat?
Una forma molt comú de trobar els valors que descriuen quantitativament la solubilitat d'un solut és trobar el màxim nombre de grams de solut que es poden dissoldre en una quantitat donada de solvent, tenint això en compte podem expressar la solubilitat en mols per litre (a això se'l coneix com a solubilitat molar) només si se sap la massa molar de la substància. En el cas particular de les sals iòniques que són només lleugerament solubles, se sol quantificar la seva solubilitat mitjançant l'estudi del següent equilibri:
{\displaystyle {\ce {MX(s) <=>M+(ac) + X-(ac)}}}
quan en un equilibri participa alguna substància sòlida, la concentració no apareix en l'expressió de la constant d'equilibri, ja que roman constant. Això passa amb la concentració de MX, per la qual cosa l'expressió queda :
{\displaystyle {\ce {K[MX] = Kps = [M+][X-]}}}
El producte de solubilitat d'un compost iònic és el producte de les concentracions molars dels ions constituents, cadascun elevat a la potència del coeficient estequiomètric en l'equació d'equilibri.

## Solució sòlida
Aquest terme s'utilitza sovint en el camp de la metal·lúrgia per referir-se al grau en què un element aliat es dissoldrà en el metall base sense formar una fase separada. El solut o línia (o corba) de solubilitat és la línia (o línies) d'un diagrama de fases que indica els límits d'addició de solut. És a dir, les línies mostren la quantitat màxima d'un component que es pot afegir a un altre component i seguir a solució sòlida. A l'estructura cristal·lina del sòlid, l'element "solut" pot ocupar el lloc de la matriu dins de la xarxa (una posició substitucional; per exemple, el crom al ferro) o bé ocupar un lloc en un espai entre els punts de la xarxa (una posició intersticial; per exemple, el carboni al ferro).
En la fabricació microelectrònica, la solubilitat sòlida es refereix a la concentració màxima d'impureses que es poden col·locar al substrat.
Als compostos sòlids (a diferència dels elements), la solubilitat d'un element solut també pot dependre de les fases que se separen en equilibri. Per exemple, la quantitat de Sn soluble a la fase ZnSb pot dependre significativament de si les fases que se separen en equilibri són (Zn4Sb3+Sn(L)) o (ZnSnSb2+Sn(L)). A més d'aquestes, el compost ZnSb amb Sn com a solut pot separar-se en altres combinacions de fases una vegada assolit el límit de solubilitat depenent de la composició química inicial durant la síntesi. Cada combinació produeix una solubilitat diferent del Sn al ZnSb. Per això els estudis de solubilitat en compostos, conclosos en el primer cas d'observar fases secundàries que se separen, podrien subestimar la solubilitat. Mentre que el nombre màxim de fases que se separen alhora en l'equilibri es pot determinar mitjançant la regla de les fases de Gibb, per als compostos químics no existeix un límit en si per al nombre d'aquestes combinacions de separació de fases. Per tant, establir experimentalment la solubilitat màxima en compostos sòlids pot ser difícil, ja que requereix l'equilibri de moltes mostres. Si el defecte cristal·logràfic dominant (la majoria defectes puntuals intersticials o substitucionals) implicat en la solució sòlida es pot intuir químicament per endavant, l'ús d'algunes pautes termodinàmiques senzilles pot reduir considerablement el nombre de mostres necessàries per establir la solubilitat màxima.